# Communauté de communes Pays d'Apt-Luberon
La communauté de communes Pays d'Apt-Luberon (CCPAL) est une communauté de communes française, située dans les départements des Alpes-de-Haute-Provence et de Vaucluse. Elle est issue de la fusion entre la Communauté de communes du Pays d'Apt et la communauté de communes du Pont Julien, rejointes par les communes de Buoux et de Joucas jusqu'alors isolées.

## Composition
La communauté de communes est composée des 25 communes suivantes :

| Nom                       | Code Insee | Gentilé             | Superficie (km2) | Population (dernière pop. légale) | Densité (hab./km2) |
| ------------------------- | ---------- | ------------------- | ---------------- | --------------------------------- | ------------------ |
| Apt (siège)               | 84003      | Aptésiens           | 44,57            | 10 297 (2022)                     | 231                |
| Auribeau                  | 84006      | Auribelliens        | 7,5              | 70 (2022)                         | 9,3                |
| Bonnieux                  | 84020      | Bonnieulais         | 51,12            | 1 166 (2022)                      | 23                 |
| Buoux                     | 84023      | Buouxiens           | 17,54            | 103 (2022)                        | 5,9                |
| Caseneuve                 | 84032      | Caseneuviens        | 18,11            | 519 (2022)                        | 29                 |
| Castellet-en-Luberon      | 84033      | Castellants         | 9,84             | 114 (2022)                        | 12                 |
| Céreste-en-Luberon        | 04045      | Cérestains          | 32,54            | 1 195 (2022)                      | 37                 |
| Gargas                    | 84047      | Gargassiens         | 14,9             | 3 020 (2022)                      | 203                |
| Gignac                    | 84048      | Gignacois           | 8,15             | 73 (2022)                         | 9                  |
| Goult                     | 84051      | Goultois            | 23,77            | 1 067 (2022)                      | 45                 |
| Joucas                    | 84057      | Joucassiens         | 8,29             | 348 (2022)                        | 42                 |
| Lacoste                   | 84058      | Lacostois           | 10,66            | 453 (2022)                        | 42                 |
| Lagarde-d'Apt             | 84060      | Lagardiens          | 21,79            | 30 (2022)                         | 1,4                |
| Lioux                     | 84066      | Liouxois            | 38,89            | 287 (2022)                        | 7,4                |
| Ménerbes                  | 84073      | Ménerbiens          | 30,27            | 967 (2022)                        | 32                 |
| Murs                      | 84085      | Mursois             | 31,27            | 390 (2022)                        | 12                 |
| Roussillon                | 84102      | Roussillonnais      | 29,77            | 1 318 (2022)                      | 44                 |
| Rustrel                   | 84103      | Rustreliens         | 28,26            | 682 (2022)                        | 24                 |
| Saignon                   | 84105      | Saignonnais         | 19,6             | 922 (2022)                        | 47                 |
| Saint-Martin-de-Castillon | 84112      | Saint-Martiniens    | 38,21            | 695 (2022)                        | 18                 |
| Saint-Pantaléon           | 84114      | Saint-Pantaléonnais | 0,78             | 207 (2022)                        | 265                |
| Saint-Saturnin-lès-Apt    | 84118      | Saturninois         | 75,79            | 2 986 (2022)                      | 39                 |
| Sivergues                 | 84128      | Siverguois          | 9,39             | 44 (2022)                         | 4,7                |
| Viens                     | 84144      | Viensois            | 34,59            | 624 (2022)                        | 18                 |
| Villars                   | 84145      | Villarsois          | 30,05            | 770 (2022)                        | 26                 |

## Démographie
| 1968   | 1975   | 1982   | 1990   | 1999   | 2006   | 2011   | 2016   | 2022   |
| ------ | ------ | ------ | ------ | ------ | ------ | ------ | ------ | ------ |
| 19 737 | 22 931 | 25 448 | 27 913 | 27 984 | 29 188 | 30 444 | 29 951 | 28 347 |

## Territoire communautaire

### Géographie
Bordée au sud par la ligne de crête du Luberon, la communauté de communes est traversée d'Est en Ouest par la vallée du Calavon (ou Coulon) et comprend, au nord de son périmètre, des communes situées sur le versant sud des Monts de Vaucluse.

## Administration

### Présidence
| Période      | Période    | Identité      | Étiquette | Qualité                                                              |
| ------------ | ---------- | ------------- | --------- | -------------------------------------------------------------------- |
| janvier 2014 | avril 2014 | Maxime Bey    | PS        | maire de Gargas président de la communauté de communes du Pays d'Apt |
| avril 2014   | En cours   | Gilles Ripert | ex-PS     | Maire de Caseneuve                                                   |

### Conseillers
Le conseil communautaire de la communauté de communes se compose de 48 conseillers pour la mandature 2020-2026, répartis comme suit :
| Nombre de conseillers | Communes                       |
| --------------------- | ------------------------------ |
| 17                    | Apt                            |
| 4                     | Gargas, Saint-Saturnin-lès-Apt |
| 2                     | Bonnieux                       |
| 1                     | Les 21 communes restantes      |